# Sorex kozlovi
Sorex kozlovi es una especie de musaraña de la familia soricidae.

## Distribución geográfica
Es endémica de rio Mekong, Tíbet, China.